# Manthorpe
Manthorpe – przysiółek w Anglii, w hrabstwie Lincolnshire, w dystrykcie South Kesteven. Leży 59 km na południe od Lincoln i 136 km na północ od Londynu.
W 1921 roku civil parish liczyła 74 mieszkańców. Manthorpe jest wspomniana w Domesday Book (1086) jako Mannetor(p).